# Csajka Gábor Cyprian
Csajka Gábor Cyprian (Budapest, 1954. november 8. – Budapest, 2005. augusztus 26.) magyar író, költő, grafikus.

## Életpályája
Szülei Csajka Gyula és Bindász Márta voltak. Gyermekéveit Szentendrén töltötte, ahol szlovák nagymamája, Anna Kleskeńova nevelte és tanította.
1972-1977 között a Vajda Lajos Stúdió alapító tagja volt. 1977-től publikált verseket, irodalmi és képzőművészeti kritikákat, publicisztikákat. 1986-1994 között az Élet és Irodalom szépprózarovatának szerkesztője volt. 1987-től a Pallas Lap- és könyvkiadó irodalmi szerkesztőjeként dolgozott, 1988-1991 között felelős szerkesztője volt a Rés. Amatőr alkotói fórumnak (Petőfi Csarnok).
Lengyelből fordított. A Cyprian keresztnevet Cyprian Kamil Norwid lengyel költő tiszteletére vette föl.
A Nyugati pályaudvaron rosszul lett, összeesett, az utastársai nem segítettek rajta. Mire a mentők és rendőrök kiértek, kifosztva és holtan találták.

## Művei

### Verskötetek
- Tantra; Magvető, Bp., 1984 ISBN 963-14-0287-8
- Hard-Kier. Hátrahagyott versek; szerk. Szala Boglárka; Jelenkor, Pécs, 2008 ISBN 978-963-676-447-0

### Antológiák
- Hétköznapok; Táncsics, Bp., 1980 ISBN 9633212405
- Üdvözlet; JAK-füzetek, Magvető, Bp., 1986 ISBN 963-14-0910-4

### Fordítások
- Wisława Szymborska: Csodák vására (Európa Könyvkiadó, 1988) ISBN 9630747480
- Wisława Szymborska: Kilátás porszemmel (Jelenkor, 1977) ISBN 963-676-083-7

## Díjai
- Móricz Zsigmond-ösztöndíj (1981, 1984)
- Radnóti-díj (1985)
- MTA-Soros-ösztöndíj (1988)